# 攻克柏林獎章
 攻克柏林獎章（俄语：Медаль «За взятие Берлина»）是蘇聯在1945年6月9日由蘇聯最高蘇維埃主席團應蘇聯國防人民委員部的請求而頒令設立的一種戰役獎章，以嘉許及認可蘇聯軍民在1945年4月16日至5月2日期間在柏林戰役對德國軍隊的英勇戰鬥，約有110萬軍民獲得此獎章。有關此獎章的法令在1980年7月18日曾被蘇聯最高蘇維埃主席團修定（USSR № 2523-X）。

## 設立背景

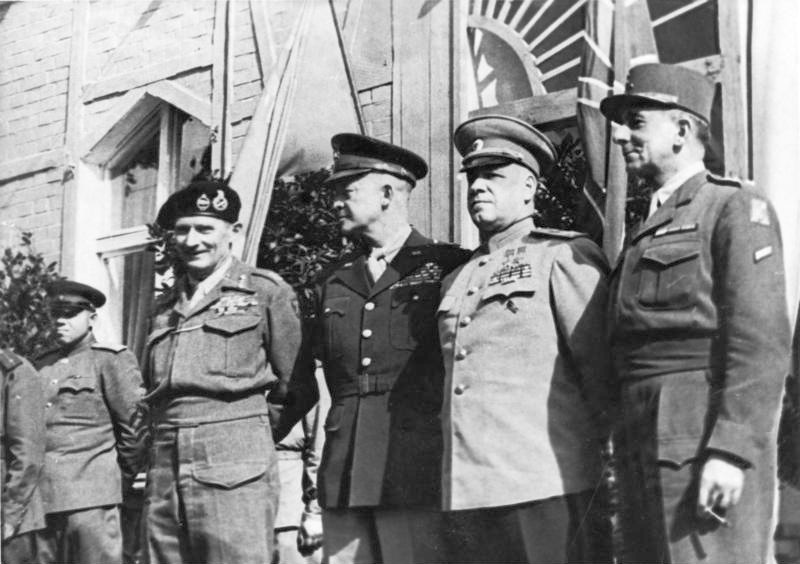
指揮白俄羅斯第一方面軍攻克柏林的蘇聯元帥格奧爾基·朱可夫，該人為攻克柏林獎章的獲獎者，攝於1945年6月5日

1945年5月2日7时德军柏林城防司令黑尔姆特·魏德林上将前往崔可夫的前沿指挥所，签署了投降令，柏林剩余守军约150,000人全部向蘇聯紅軍投降。第二次世界大戰歐洲戰場上的最後一場重大戰役「柏林戰役」至此結束。
5月9日受接任帝國總統的海軍元帥卡爾·鄧尼茨的委托，德军最高统帅部代表威廉·凱特爾元帅等在柏林军事工程学院的食堂大厅内，向苏联及其盟国正式签署了无条件投降书，蘇德戰爭以蘇聯勝利為結局完結。
為嘉許及表彰參戰人員，攻克柏林獎章被設立。

## 頒授情況
攻克柏林獎章授予給所有直接參與柏林戰役的紅軍、紅海軍及内务人民委员部所属部队的官兵，以及参与柏林战役的作战行动组织者领导者。 
此奖章是以苏联最高苏维埃主席团的名义，根据证明实际参与了攻克柯尼斯堡的文件而颁发。现役人员的奖章由其所在部队指挥官颁授，退役人员从社区所在的区域、城市或地区军事委员处获得其奖章。
攻克柏林奖章佩戴在左胸，当存在其他苏联勋章奖章时，应配戴在攻克维也纳奖章之后，解放贝尔格莱德奖章之前。如果佩戴了其它俄罗斯联邦勋章或奖章，则后者具有优先权。

## 獎章制式
攻克柏林獎章採用五邊形綬帶，主體為32毫米的黃銅製圓形獎章，兩側有凸起邊緣。
奖章正面中央为粗體的题词：「为了攻克柏林」（俄语：«ЗА ВЗЯТИЕ БЕРЛИНА»）。上方有一顆緊貼奖章邊緣的五角星，下方為由中間向左右延伸的橡树枝叶装饰。
獎章背面的上方写着「1945年5月2日」（俄语：2 мая 1945），即柏林城防司令黑尔姆特·魏德林上将正式向苏聯紅军投降的日期。日期下方有一颗五角星。
攻克柏林獎章採用大红色的波纹绸绶带，宽24毫米，绶带中间有一条宽12毫米的喬治絲帶。

## 獲獎者（部分）
以下為攻克柏林獎章的部分獲獎者（以最高軍銜排列）：

### 元帥（部分）
- 苏联元帅格奧爾基·康斯坦丁諾維奇·朱可夫
- 苏联元帅瓦西里·伊萬諾維奇·崔可夫
- 苏联元帅伊萬·斯捷潘諾維奇·科涅夫
- 苏联元帅康斯坦丁·康斯坦丁诺维奇·罗科索夫斯基
- 苏联元帅帕維爾·費多羅維奇·巴季茨基
- 苏联元帅伊萬·伊格納季耶維奇·雅庫鮑斯基
- 苏联元帅瓦西里·丹尼洛維奇·索科洛夫斯基
- 装甲兵主帅阿馬扎斯普·哈恰圖羅維奇·巴巴賈尼揚
- 炮兵主帅謝爾蓋·謝爾蓋耶維奇·瓦连佐夫（俄语：Варенцов, Сергей Сергеевич）
- 空軍主帅亞歷山大·葉夫根耶維奇·戈洛瓦诺夫（英语：Alexander Golovanov）
- 空軍主帅亞歷山大·亞歷山德羅維奇·諾維科夫
- 空軍主帅伊凡·尼基托維奇·闊日杜布
- 空軍元帥菲利普·亞歷山德羅維奇·阿加利佐夫（俄语：Агальцов, Филипп Александрович）
- 空軍元帥斯捷潘·阿基莫维奇·克拉索夫斯基
- 空軍元帥亞歷山大·伊萬諾維奇·波克雷什金
- 空軍元帥伊万·伊万諾維奇·普斯特科（俄语：Пстыго, Иван Иванович）
- 空軍元帥謝爾蓋·伊格納季耶維奇·鲁坚科（英语：Sergei Rudenko (general)）
- 空軍元帥叶夫根尼·雅科夫列维奇·萨维茨基（俄语：Савицкий, Евгений Яковлевич）
- 空軍元帥米哈伊尔·彼得罗维奇·沃罗比耶夫（俄语：Скориков, Григорий Петрович）
- 炮兵元帥瓦西里·伊万诺维奇·卡扎科夫（英语：Vasily Kazakov）
- 裝甲兵元帥米哈伊爾·葉菲莫維奇·卡圖科夫（俄语：Катуков, Михаил Ефимович）
- 裝甲兵元帥帕維爾·謝苗諾夫·雷巴尔科（英语：Pavel Rybalko）
- 工程兵元帥阿列克謝·伊万諾維奇·普多什利亚科夫（俄语：Прошляков, Алексей Иванович）

### 將官（部分）
- 陸軍大將瓦連京·伊萬諾維奇·瓦連尼科夫
- 陸軍大將安德烈·拉甫连季耶维奇·格特曼
- 陸軍大將伊万·伊万诺维奇·费久宁斯基
- 陸軍大將亚历山大·瓦西里耶维奇·戈尔巴托夫
- 陸軍大將约瑟夫·伊拉克利耶维奇·古萨科夫斯基（俄语：Гусаковский, Иосиф Ираклиевич）
- 陸軍大將阿列克谢·谢苗诺维奇·扎多夫（俄语：Жадов, Алексей Семёнович）
- 陸軍大將米哈伊尔·米特罗法诺维奇·扎伊采夫（俄语：Зайцев, Михаил Митрофанович）
- 陸軍大將亚历山大·亚历山德罗维奇·卢钦斯基（俄语：Лучинский, Александр Александрович）
- 陸軍大將伊万·叶菲莫维奇·彼得罗夫
- 陸軍大將米哈伊尔·谢尔盖耶维奇·马利宁
- 陸軍大將斯坦尼斯拉夫·吉利亚罗维奇·波普拉夫斯基（俄语：Поплавский, Станислав Гилярович）（後為波兰人民军陆军司令、波蘭大將）
- 陸軍大將格奥尔吉·伊万诺维奇·赫塔古罗夫（英语：Хетагуров, Георгий Иванович）
- 大將（國家安全部）伊万·亚历山德罗维奇·谢罗夫
- 陸軍上將格列布·弗拉基米罗维奇·巴克拉诺夫（俄语：Бакланов, Глеб Владимирович）
- 陸軍上將帕维尔·阿列克谢耶维奇·别洛夫（俄语：Белов, Павел Алексеевич）
- 陸軍上將尼古拉·埃拉斯托维奇·别尔扎林（俄语：Берзарин, Николай Эрастович）
- 陸軍上將达维德·阿布拉莫维奇·德拉贡斯基（俄语：Драгунский, Давид Абрамович）
- 陸軍上將瓦西里·伊万诺维奇·库兹涅佐夫
- 陸軍上將雅科夫·季莫费耶维奇·切列维琴科（俄语：Черевиченко, Яков Тимофеевич）
- 陸軍上將谢苗·尼基福罗维奇·佩列韦尔特金（俄语：Перевёрткин, Семён Никифорович）
- 陸軍上將尼古拉·巴甫洛维奇·普霍夫
- 陸軍上將瓦西里·米特罗法诺维奇·沙季洛（俄语：Шатилов, Василий Митрофанович）
- 陸軍上將维亚切斯拉夫·德米特里耶维奇·茨韦塔耶夫（俄语：Цветаев, Вячеслав Дмитриевич）
- 空軍上將格里戈利·格奥尔基耶维奇·古里亚诺夫（俄语：Гурьянов, Григорий Георгиевич）
- 空軍上將弗拉基米尔·德米特里耶维奇·拉夫里年科夫（俄语：Лавриненков, Владимир Дмитриевич）
- 空軍上將米哈伊尔·彼得罗维奇·奥金佐夫（俄语：Одинцов, Михаил Петрович）
- 海军上将弗拉基米尔·安东诺维奇·阿拉富佐夫
- 通信兵上将伊万·季莫费耶维奇·布雷切夫（俄语：Булычёв, Иван Тимофеевич）
- 陸軍中將米哈伊尔·帕夫洛维奇·多哈诺夫（俄语：Духанов, Михаил Павлович）
- 空軍中將维塔利·伊万诺维奇·波普科夫（俄语：Попков, Виталий Иванович）
- 空軍中將阿納托利·伊万諾維奇·普希金（俄语：Пушкин, Анатолий Иванович）
- 空軍中將瓦西里·约瑟福维奇·斯大林
- 空軍少將帕弗尔·雅克福列维奇·戈洛瓦乔夫（俄语：Головачёв, Павел Яковлевич）
- 空軍少將阿列克谢·瓦西里耶维奇·阿列柳欣（俄语：Алелюхин, Алексей Васильевич）

### 校官（部分）
- 空軍上校安德·卡洛维奇·普賽普
- 空軍中校阿梅特汗‧苏丹（俄语：Амет-Хан, Султан）
- 陸軍少校尼古拉·伊万诺维奇·戈留什金（俄语：Горюшкин, Николай Иванович）

### 尉官（部分）
- 空軍上尉伊萬·格里高利耶維奇·德拉琴科（俄语：Драченко, Иван Григорьевич）（獲得全部三級光荣勋章同時獲得蘇聯英雄稱號的四人之一）
- 陸軍中尉阿列克谢·普罗科波维奇·别列斯特（在柏林國會大廈穹頂上升起勝利旗的三名蘇軍士兵之一）

### 士官（部分）
- 陸軍上士安德烈·瓦西里耶维奇·阿廖申（俄语：Алёшин, Андрей Васильевич）（獲得全部三級光荣勋章同時獲得蘇聯英雄稱號的四人之一）
- 陸軍上士阿卜杜勒哈基姆·伊萨科维奇·伊斯马伊洛夫（俄语：Абдулхаким Исакович Исмаилов）（在柏林国会大厦穹顶上升起胜利旗的三名苏军士兵之一）
- 陸軍上士梅利頓·瓦爾拉莫夫·坎塔里亞（俄语：Абдулхаким Исакович Исмаилов）（在柏林國會大廈穹頂上升起胜利旗的三名蘇軍士兵之一）
- 陸軍中士米哈伊尔·阿列克谢耶维奇·叶戈罗夫（俄语：Егоров, Михаил Алексеевич）（在柏林國會大廈穹頂上升起胜利旗的三名蘇軍士兵之一）

### 其他獲獎者（部分）
- 波蘭統一工人黨中央委員會第一書記沃依切赫·雅鲁泽尔斯基
- 劇作家弗谢沃罗德·维塔利耶维奇·维什涅夫斯基（俄语：Вишневский, Всеволод Витальевич）
- 作家瓦西里·谢苗诺维奇·格罗斯曼
- 作家卡扎凯维奇·埃马努伊尔·盖伦霍维奇（俄语：Казакевич, Эммануил Генрихови）
- 作家瓦吉姆·米哈伊洛维奇·柯热夫尼科夫（俄语：Кожевников, Вадим Михайлович）
- 画家彼得·古里耶维奇·科拉斯捷列夫（俄语：Коростелёв, Пётр Гурьевич）
- 画家鲍里斯·米哈伊洛维奇·拉夫连科（俄语：Лавренко, Борис Михайлович）
- 詩人米哈伊爾·阿爾卡季耶維奇·斯韋特洛夫（俄语：Светлов, Михаил Аркадьевич）
- 科學家弗拉基米爾·費多羅維奇·烏特金（俄语：Уткин, Владимир Фёдорович）
- 地質學家基里尔·巴甫洛维奇·弗洛仁斯基（俄语：Флоренский, Кирилл Павлович）
- 战地记者叶甫根尼·阿纳耶维奇·哈尔代伊（俄语：Халдей, Евгений Ананьевич）

## 延伸閱讀
- 柏林戰役

## 參照
- Legal Library of the USSR （页面存档备份，存于）